# Pyramidcell

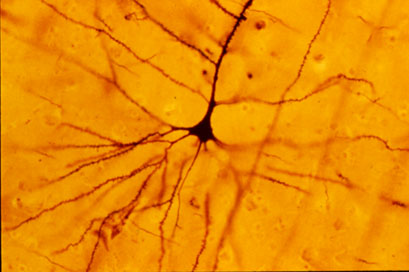
Pyramidcell färgad med hjälp av Golgimetoden. Notera hur apikaldendriten ensam utgår från cellens spets medan de basala utskotten är destofler (här ses också axonet).

Pyramidcell, en typ av nervcell, och som sådan en av de viktigare motoriska nervcellerna i hjärnbarken. Cellen har sitt namn efter sin form och spetsen är riktad mot hjärnbarkens yta. Från cellens övre del utgår en dendrit, denna kallas apikaldendrit då den utgår från "spetsen" (apicus) på cellen, men det finns också dendriter utgående från cellens basala (nedre) hörn. Cellens axon utgår basalt och är långt och går utanför cortex (lamina V) eller till andra cortexregioner (lamina III). Det är pyramidcellernas axon som bildar pyramidbanan, det vill säga den nervbana som (bland annat) styr de viljemässiga rörelserna.